# Estación Clemente Onelli
Clemente Onelli es una estación de ferrocarril ubicada en la localidad del mismo nombre, Departamento Veinticinco de Mayo, Provincia de Río Negro, Argentina.

## Ubicación
Se encuentra a 50 km al oeste de la ciudad de Ingeniero Jacobacci, y a 42 km al este de la localidad de Comallo.

## Servicios
Por sus vías transitan formaciones de cargas y de pasajeros de la empresa Tren Patagónico S.A.. Cuenta con parada para los servicios de pasajeros tanto en sentido ascendente como descendente del Tren Patagónico y del servicio regional Ingeniero Jacobacci - San Carlos de Bariloche.

## Imágenes

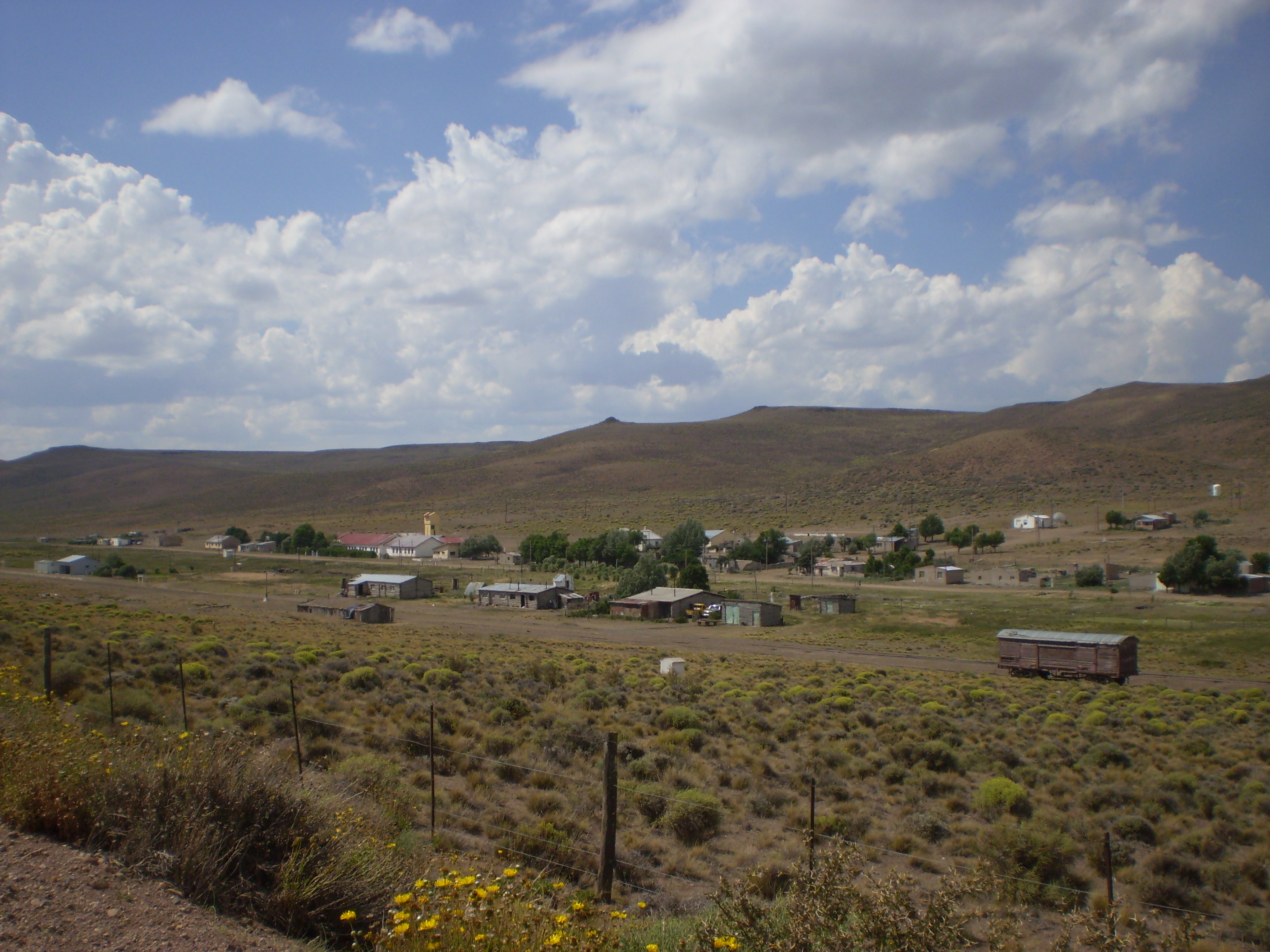
Otra Vista Aérea de las instalaciones ferroviarias y material rodante desafectado.